# Brooke Lyons
Brooke Lyons (Washington, D.C., 8 de novembro de 1980) é uma atriz estadunidense.

## Filmografia
| Ano  | Título                      | Papel         |
| ---- | --------------------------- | ------------- |
| 2005 | The Trap                    | Erica         |
| 2007 | Protecting the King         | Monica        |
| 2007 | X's & O's                   | Hazel         |
| 2008 | Welcome Home Roscoe Jenkins | Amy           |
| 2008 | Dark Reel                   | Tanya Kismen  |
| 2009 | Good: The Green Hotel       | Concierge     |
| 2009 | The Morning After           | Kristen       |
| 2009 | The Inner Circle            | Sarah Lambert |
| 2010 | A Real Break-Up             | Sarah         |
| 2010 | Beautiful Boy               | Repórter      |
| 2012 | To Sonnets                  |               |

| Ano       | Título                               | Papel                  |
| --------- | ------------------------------------ | ---------------------- |
| 2004      | American Dreams                      | Erin                   |
| 2006      | That's So Raven                      | Nikki Logan            |
| 2006      | Mindy and Brenda                     | Namorada de Josh       |
| 2008      | With Friends Like These...           | Julie                  |
| 2008      | The American Mall                    | Dori                   |
| 2008      | The Starter Wife                     | Edie                   |
| 2009      | Desperate Housewives                 | Candace                |
| 2010      | Kings by Night                       | Attractive Woman       |
| 2010      | Important Things with Demetri Martin | Helen                  |
| 2010      | DateaHuman.com                       | Ruthie                 |
| 2011      | Law & Order: LA                      | Greta Thomas           |
| 2011      | Love Bites                           | Coby                   |
| 2011–2012 | 2 Broke Girls                        | Peach Landis           |
| 2012      | Jane by Design                       | Birdie                 |
| 2012      | Sullivan & Son                       | Ashley                 |
| 2018      | Life Sentence                        | Elizabeth Abbott Rojas |